# 諾基亞107
諾基亞107是諾基亞生產的直立式功能手機，2013年8月21日發布。

## 規格
| 類型     | 功能手機                                                                |
| 手機規格 | 直立式                                                                  |
| 尺寸     | 高度：112.9（4.44英寸）；寬度：47.5（1.87英寸）；厚度：14.9（0.59英寸） |
| 重量     | 75.8克（2.67盎司）                                                      |
| 操作系统 | Series 30                                                               |
| 電池     | 1020 mAh                                                                |
| 顯示器   | 1.8英寸（46）                                                           |